# Bazilika Ducha Svatého (Florencie)
Bazilika Ducha Svatého (italsky Basilica di Santo Spirito) je renesanční chrám ve Florencii ve čtvrti Oltrarno. Původní chrám patřil augustiniánům a pocházel z poloviny 13. století. V první polovině 15. století se začalo s renesanční přestavbou. Prvním architektem byl Filippo Brunelleschi, po jeho smrti nastoupili jeho žáci Antonio Manetti, Giovanni da Gaiole a Salvi d'Andrea, který navrhl kupoli. Barokní mramorový baldachýn z roku 1601 vytvořili Giovanni Battista Caccini a Gherardo Silvani. Zvonici z roku 1503 navrhl Baccio d'Agnolo. V bazilice je 38 kaplí, zčásti s pozoruhodnou uměleckou výzdobou, a dřevěný krucifix od Michelangela Buonarottiho.